# Радзаново-Лясоцин
Радзаново-Лясоцин (пол. Radzanowo-Lasocin) — село в Польщі, у гміні Радзаново Плоцького повіту Мазовецького воєводства.
Населення — 174 особи (2011).
У 1975-1998 роках село належало до Плоцького воєводства.

## Демографія
Демографічна структура станом на 31 березня 2011 року:
|          | Загалом | Допрацездатний вік | Працездатний вік | Постпрацездатний вік |
| -------- | ------- | ------------------ | ---------------- | -------------------- |
| Чоловіки | 83      | 18                 | 62               | 3                    |
| Жінки    | 91      | 25                 | 54               | 12                   |
| Разом    | 174     | 43                 | 116              | 15                   |